# Аз, ти и Дюпри
„Аз, ти и Дюпри“ (на английски: You, Me and Dupree) е романтична комедия от 2006 г. на режисьорите Антъни и Джо Русо, по сценарий на Майкъл ЛеСюър. Във филма участват Оуен Уилсън, Кейт Хъдсън, Мат Дилън, Сет Роугън, Аманда Детмер, Тод Сташуик и Майкъл Дъглас.

## Актьорски състав
| Актьор            | Роля                            |
| ----------------- | ------------------------------- |
| Мат Дилън         | Карл Питърсън                   |
| Оуен Уилсън       | Ранди Дюпри                     |
| Кейт Хъдсън       | Моли Питърсън                   |
| Майкъл Дъглас     | Боб Томпсън                     |
| Сет Роугън        | Нийл                            |
| Аманда Детмер     | Ани                             |
| Ралф Тинг         | Тоши                            |
| Тод Сташуик       | Тони                            |
| Бил Хадър         | Марк                            |
| Ланс Армстронг    | Себе си                         |
| Били Гардел       | Дейв                            |
| Хари Дийн Стантън | Кърли (не е вписан в надписите) |
| Пат Крофърд Браун | Леля Кати                       |
| Сидни Люфау       | Пако                            |

## В България
В България филмът е пуснат по кината на 20 октомври 2006 г. от Съни Филмс.
На 19 февруари 2007 г. е издаден на DVD от Прооптики.
На 7 май 2011 г. е излъчен за първи път по Нова телевизия с български дублаж. Екипът се състои от:
| Озвучаващи артисти  | Петя Миладинова Нина Гавазова Силви Стоицов Здравко Методиев Николай Николов Светозар Кокаланов |
| Преводач            | Деяна Миладинова                                                                                |
| Тонрежисьор         | Димитър Кукушев                                                                                 |
| Режисьор на дублажа | Димитър Кръстев                                                                                 |

През 2017 г. се излъчва по каналите на bTV Media Group с втори дублаж, записан в студио Медиа Линк. Екипът се състои от:
| Озвучаващи артисти  | Ирина Маринова Иван Танев Димитър Иванчев Мартин Герасков Александър Воронов |
| Преводач            | Антония Халачева                                                             |
| Тонрежисьор         | Александър Тодоров                                                           |
| Режисьор на дублажа | Милена Манчева                                                               |